# Lycaena chrysaeis
Lycaena chrysaeis är en fjärilsart som beskrevs av De Selys. Lycaena chrysaeis ingår i släktet Lycaena och familjen juvelvingar. Inga underarter finns listade i Catalogue of Life.